# Малиновський Юрій Петрович
Малиновський Юрій Петрович (5 березня 1926, Краснодар, РРФСР — 26 січня 2006, Москва, Росія) — радянський, російський кінооператор.
Народився 1926 р. у м. Краснодарі в родині службовця. 
Закінчив операторський факультет Всесоюзного державного інституту кінематографії (1955).
В 1955–1957 рр. був другим оператором на Одеській студії художніх фільмів у кінокартинах: «Білий пудель» (1955, асистент оператора), «Капітан „Старої черепахи“», «Повість про перше кохання» тощо. 
Здійснив зйомки навчальної стрічки «Радіотехнічні засоби судноводіння» (1957).
З 1957 р. — понад тридцять років пропрацював оператором-постановником Ялтинської філії кіностудії імені Горького (Москва). Зняв кінокартини: «Грізні ночі» (1960, у співавт.), «Капітани Голубої лагуни» (1962, у співавт.), «Пасажир з „Екватора“» (1968), «Надбання республіки» (1971, у співавт.), «Фініст — Ясний Сокіл» (1975, у співавт.), «Квіти для Олі» (1976, у співавт.), «Викрадення століття» (1981), «Жарти у бік» (1984, у співавт.) та ін.
Був членом спілок кінематографістів СРСР, СНД та України.